# Antonino Biffi
Antonino Biffi (Venetië, 1666 - 1733  of 1736) was een Italiaanse barokcomponist.

## Biografie
Naar alle waarschijnlijkheid heeft Biffi gestudeerd bij Giovanni Legrenzi. In juli 1692 was hij zanger bij het koor van de kapel van de Basiliek van San Marco. Binnen een week moest hij de taak van de dirigent overnemen van Gian Domenico Partenio omdat deze langdurig ziek was. Hij zonder veel moeite. Na de dood van Partenio in 1701 werd Biffi gevraagd voor de vacante positie, ondanks de felle concurrentie van de "vice-maestro di capella" Carlo Francesco Pollarolo en de beide organisten van de basiliek, Antonio Lotti en Benedetto Vinaccesi. In februari 1702 werd Antonio Biffi officieel benoemd. Hij hield de post van kapelmeester tot aan zijn dood. Een van zijn bekendste leerlingen was Giovanni Battista Ferrandini, waarschijnlijk is ook Daniel Gottlieb Trust leerling van hem geweest. 

## Composities
Biffi's composities, die voornamelijk uit kerkmuziek bestaan, zijn in het algemeen beïnvloed door de Venetiaanse school, die wordt gekenmerkt door zeer expressieve en kleurrijke muziekstijl. Daarnaast gebruikte Biffi ook elementen van de Romeinse school. 

## Werken
- Il figliuol prodigo (Oratorium, libretto door R. Ciallis, 1769, Venetië, verloren gegaan)
- La Mamma in deserto (Oratorium, 1723, Venetië, verloren gegaan)
- 6 Salmi (Psalmen)
- Ecce quam bonus per 2 VOCI
- Et exultavit con Meum per 2 VOCI
- Miserere met 4 violen en orgel
- Natus in ludea per 3 VOCI e basso continuo
- Quia Laetatus per 2 VOCI e basso continuo
- Repleti prius per 2 VOCI e organo
- Een aantal motetten
- Een aantal kerk cantates
- Drie wereldlijke cantates, Amante moribondo, Adorar Belta, La primavera